# Миљијара 57 (Латина)
Миљијара 57 је насеље у Италији у округу Латина, региону Лацио.
Према процени из 2011. у насељу је живело 49 становника. Насеље се налази на надморској висини од 3 м.